# Ehregott Grünler

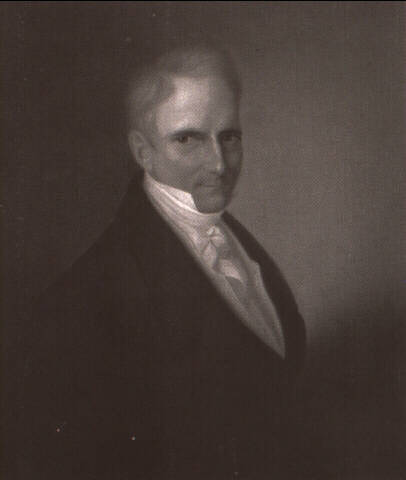
Porträt Johann Friedrich Genthe

Ehregott Grünler (* 17. Juli 1797 in Zeulenroda; † 9. Oktober 1881 ebenda) war ein deutscher Porträt- und Historienmaler des Biedermeiers. Am Weimarer Hof malte er als Großherzoglicher Hofmaler Porträts von Carl August von Sachsen-Weimar-Eisenach und Johann Wolfgang von Goethe.

## Leben
Grünler war ein Sohn des Webers Heinrich Grünler und seiner Frau Christiane Dorothea (geborene Carol). Die erste erhaltene künstlerische Arbeit schuf er im Alter von 9 Jahren, ein Aquarell der Großmutter. Während der Vater wünschte, dass ihm sein Sohn im eigenen Beruf nachfolgt, unterstützte die Mutter die Neigung des Knaben zur Malerei. Grünler lernte zunächst das Zeugweberhandwerk, bildete sich jedoch nebenbei als Autodidakt in der Malerei. Von 1818 bis 1819 studierte er an der Dresdener Kunstakademie. Anschließend setzte er seine Ausbildung von 1829 bis 1830 in Rom und Neapel fort.
Zu Beginn der 1820er Jahre siedelte er nach Weimar um, wo er sich einen Ruf als Porträtmaler erwarb. 1822 stiftete Grünler der Dreieinigkeitskirche seiner Vaterstadt das Altargemälde „Grablegung Christi“. 1829 erhielt er als Großherzoglicher Hofmaler den Titel eines Professors für Malerei. Er porträtierte Johann Nepomuk Hummel und dessen Frau Elisabeth Hummel geb. Röckel sowie mehrfach Johann Wolfgang von Goethe, von dem sich Porträts im Goethe-Nationalmuseum in Weimar und im Frankfurter Goethe-Haus befinden, und dessen Sohn August.
Auch von Großherzog Carl August von Sachsen-Weimar-Eisenach hatte Grünler in seiner Stellung als Hofmaler eine ganze Reihe von Porträts geschaffen. In den 1820er bis 1840er Jahren malte er auch den Nachfolger, Großherzog Carl Friedrich, und dessen Gemahlin Maria Pawlowna, ferner Johanna Schopenhauer, den Hofrat Böttiger, die Liszt- und Wagner-Freundin Lidy Steche, die Schwestern Jagemann (Goethe-Nationalmuseum, Weimar) und Wilhelm von Kügelgen.
Neben der Weimarer Tätigkeit gingen zahlreiche auswärtige Aufträge her. Vor allem war er häufig in Leipzig tätig. Eine vom 9. Juni bis 28. Juli 1912 veranstaltete Ausstellung „Das Bildnis in Leipzig von Ende des 17. Jahrhunderts bis zur Biedermeierzeit“ im Stadtgeschichtlichen Museum Leipzig, veranstaltet von Albrecht Kurzwelly, zeigte circa 30 aus Leipziger Privatbesitz stammende Porträts aus Grünlers Hand wie das des Konsuls Adolf Heinrich Schletter.
In den 1850er Jahren siedelte Grünler nach seiner Vaterstadt Zeulenroda über, wo er, ebenso wie in den benachbarten Städten Gera, Greiz und Plauen, bis in den Beginn der 1860er Jahre als Porträtmaler tätig war. Ehregott Grünler war verheiratet und hatte fünf Kinder. Sein Sohn Raphael Grünler (1831–1864) war ebenfalls Maler.

## Werke (Auswahl)
Von 1824 bis 1850 wurden seine Porträts und Historienbilder häufig in der Berliner Akademie-Ausstellung und andern deutschen Ausstellungen vertreten.
Porträts
- Carl Maria von Weber Kniestück
- König Otto von Griechenland
- 1828: August von Goethe Goethe-Nationalmuseum in Weimar
- 1830: Thorwaldsen Halfigur
- Kapellmeister Johann Nepomuk Hummel

Christliche Motive
- um 1824: Grablegung Christi Dreieinigkeitskirche in Zeulenroda
- Der Sieg des Christentums
- Napoleon unterschreibt die Abdankungsurkunde zu Fontainebleau, 11. Apr. 1814

## Familie
Drei Brüder Grünlers waren ebenfalls als Maler tätig:
- Eduard (Karl Ed.) Grünler (30. September 1799 – 29. Juli 1879) war Hofmaler
- Louis Grünler (7. Juni 1809 – ?) war Porträt- u. Historienmaler
- Leo Grünler (30. September 1816 – 3. Oktober 1843) war Maler in Zeulenroda

Auch sein Sohn Raphael Grünler (15. Dezember 1831 – 17. Dezember 1864) wurde Maler.